# Scoparia vinotinctalis
Scoparia vinotinctalis là một loài bướm đêm trong họ Crambidae.